# Madonna col Bambino in trono e i santi Giovanni Battista, Giacomo Maggiore, Filippo e Benedetto
Madonna col bambino in trono e i santi Giovanni Battista, Giacomo Maggiore, Filippo e Benedetto è un dipinto del pittore veronese Francesco Morone, realizzato con la tecnica della pittura a tempera su tela, conservato nel Museo di Castelvecchio a Verona.
Originariamente l'opera era la pala d'altare per la chiesa dei Santi Filippo e Giacomo a Roncanova (nel comune di Gazzo Veronese) che nell'epoca di Morone era soggetta alla giurisdizione del monastero di Santa Maria in Organo. Il fatto che i due santi titolari della chiesa, san Filippo e san Giacomo Maggiore siano soggetti del dipinto dimostra di come la tela sia stata commissionata proprio per essa.
A seguito delle demaniazioni napoleoniche, la chiesa divenne proprietà privata così come la tela. Nel 1867 la proprietaria la portò con sé a Milano e solo 13 anni dopo, grazie all'interessamento del sindaco di Verona Giulio Camuzzoni, entrò a far parte delle collezioni civiche veronesi.
La tela si trova in un cattivo stato di conservazione, dovuto probabilmente anche alla tecnica realizzativa a base di colla animale. Sebbene sia stata attribuita anche a Girolamo dai Libri e Maria Falconetto, oggi non vi sono dubbi sulla paternità di Francesco Morone, peraltro già impegnato nel 1505 in una commissione per un'altra chiesa del contado dipendente dagli olivetani di Santa Maria in Organo.